# André Lanthier
Pour les articles homonymes, voir Lanthier.
André Lanthier est un médecin québécois.
Il a fait des études et une formation postdoctorale aux universités Harvard et à McGill. 
Il a ensuite fait carrière à l'Université de Montréal où il devient professeur  puis directeur du Département de médecine à 40 ans. 
À l'Hôpital Notre-Dame, il a été chef du Département de médecine et de son Centre de recherche par la suite. 
Ses travaux portant sur l'action des hormones stéroïdes sont reconnus comme majeurs. 

## Distinctions
- 1985 - Prix Michel-Sarrazin
- 1986 - Prix de l'œuvre scientifique (AMLFC)